# Església de Santo André
|  | Per a altres significats, vegeu «església de Santo André de Telões». |

Santo André és una església romànica a Vila Boa de Quires, al municipi de Marco de Canaveses, a Portugal. És un dels més significatius exemples d'arquitectura romànica de la vall de Sousa. L'edifici actual s'alçà a mitjan segle xiii per iniciativa de l'Orde de canonges regulars.(2) Al segle anterior, però, ja s'hi esmentava l'existència d'un monestir.(2) La façana principal conté elements decoratius gòtics.(2) L'interior fou restaurat al llarg dels segles, amb pintures murals, revestiment de rajoles a la capella principal, altars laterals neoclàssics i la prolongació de la nau ja el segle xix.(2) El 1927 fou classificada com a Monument nacional i restaurada el 1948.(2) Actualment integra la Ruta del romànic.(1)

## Enllaços externs

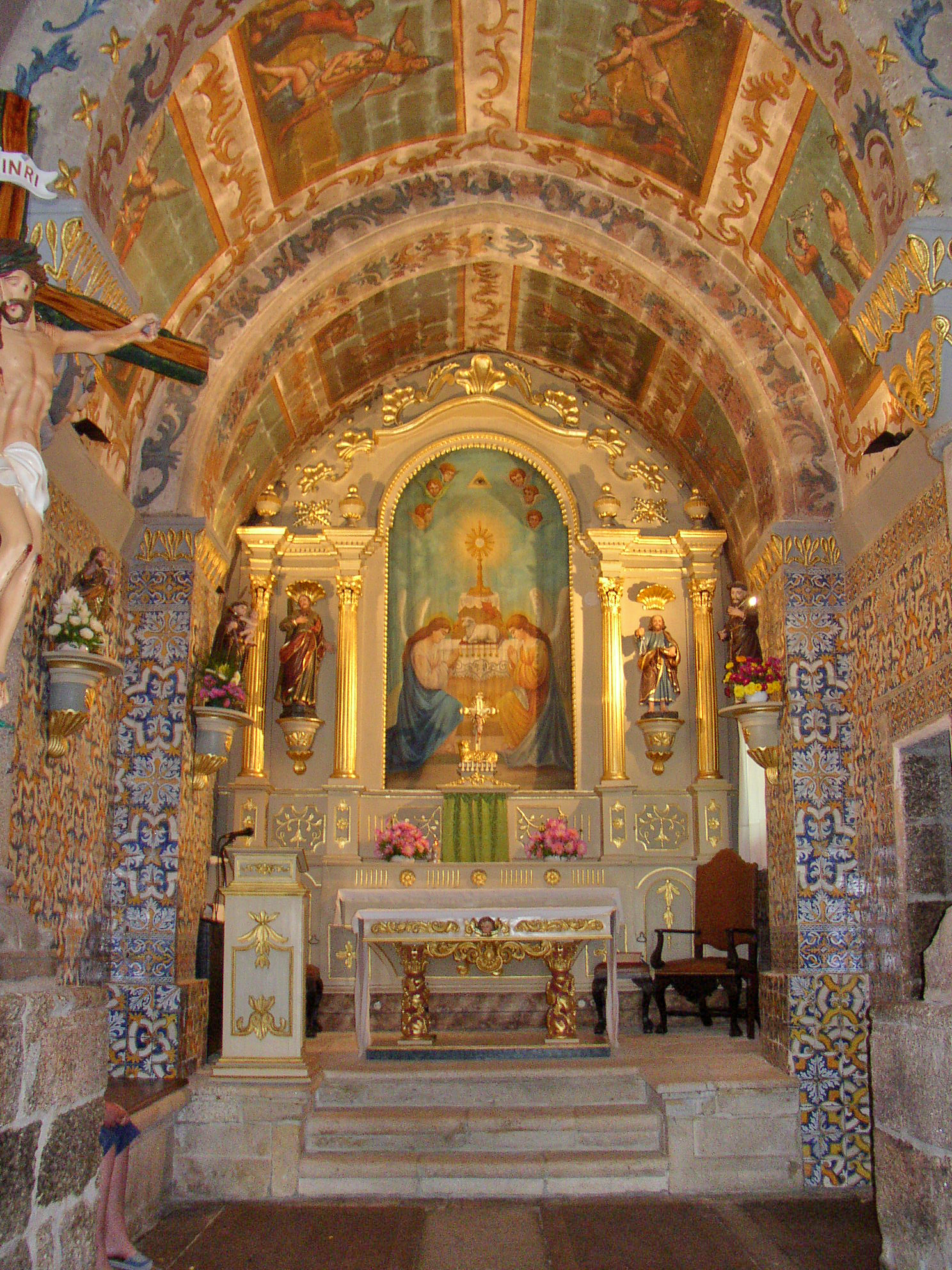
Interior